# كلير فويرشتاين
كلير فويرشتاين (بالفرنسية: Claire Feuerstein)‏ مواليد 28 فبراير 1986 في غرونوبل، هي لاعبة كرة مضرب فرنسية بدأت مسيرتها كمحترفة سنة 2005 تلعب باليد اليسرى وتحتل حالياً المرتبة رقم. 758 (7 مارس 2016) في تصنيف رابطة محترفات كرة المضرب. أعلى تصنيف لها في الفردي كان المركز الـ 110 في سنة 2014.

## النهائيات

### الزوجي: 1 (0–1)
| الحصيلة | الرقم | التاريخ      | الدورة                   | الأرضية | الشريك        | المنافس                     | النتيجة |
| ------- | ----- | ------------ | ------------------------ | ------- | ------------- | --------------------------- | ------- |
| الوصافة | 1.    | 23 مايو 2009 | ستراسبورغ الدولية، فرنسا | ترابية  | ستيفاني فريتز | ناتالي ديتشي مارا سانتانجلو | 0–6 1–6 |

## روابط خارجية
- كلير فويرشتاين على موقع رابطة محترفات التنس (الإنجليزية)
- كلير فويرشتاين على موقع الاتحاد الدولي لكرة المضرب (الإنجليزية)
- كلير فويرشتاين على موقع خلاصة التنس.كوم (الإنجليزية)
- كلير فويرشتاين على موقع إي إس بي إن.كوم (الإنجليزية)